# 끝의 시작
끝의 시작은 한국방송공사 2TV 특집드라마이다.

## 제작진
- 극본 : 하명희
- 연출 : 노동렬

## 출연진
- 손지창
- 유혜정
- 정욱
- 정영숙
- 황지온